# Droga wojewódzka nr 824
Droga wojewódzka nr 824 (DW824) – droga wojewódzka klasy G (główna) o długości 82 km w województwie lubelskim. Przebiega południkowo łącząc Żyrzyn z Annopolem przez Puławy, Karczmiska Pierwsze, Opole Lubelskie i Józefów nad Wisłą. Droga położona jest w 3 powiatach: puławskim, opolskim oraz kraśnickim.

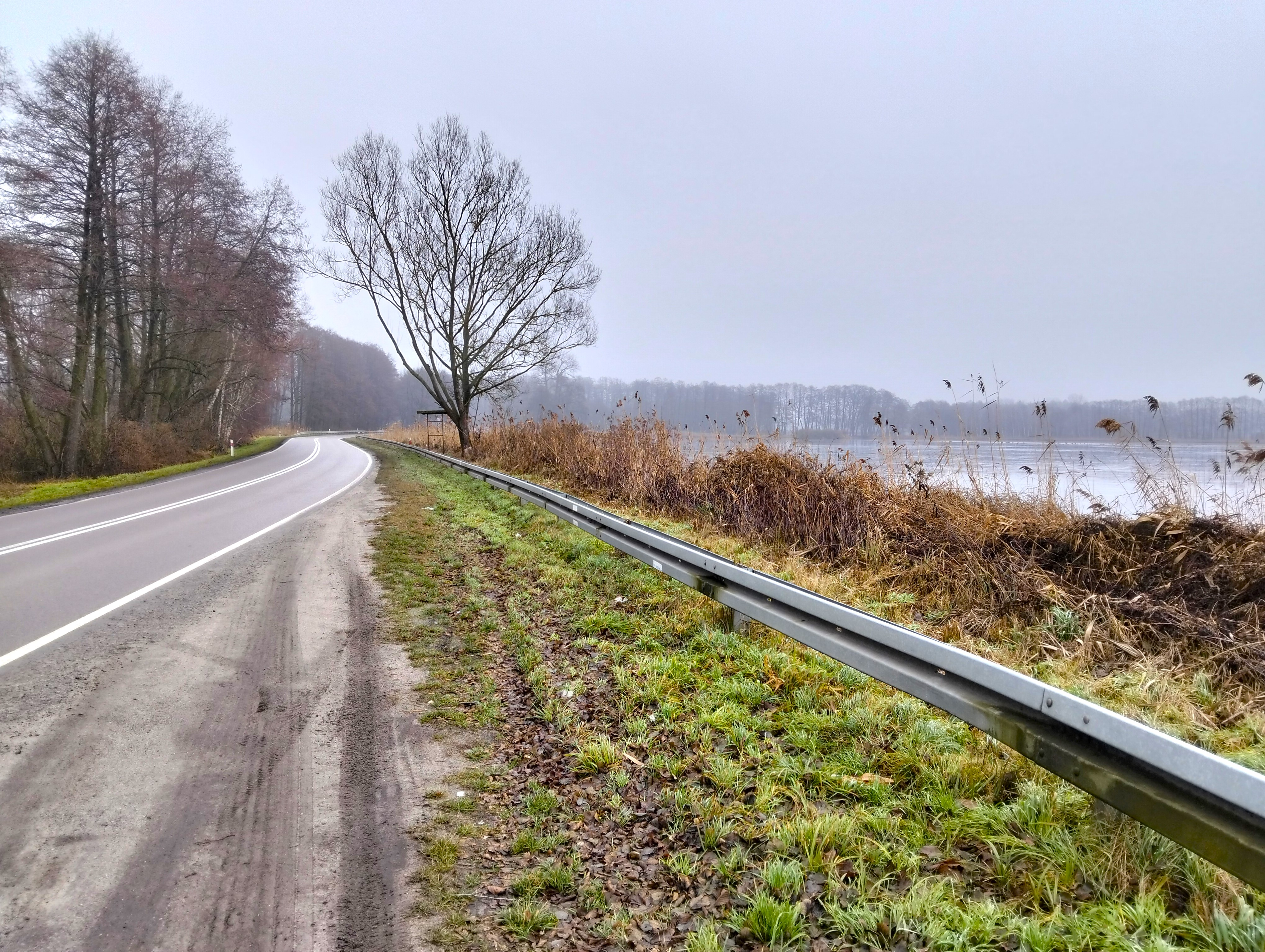
Droga w Woli Rudzkiej

Trasa w całości leży po prawej stronie rzeki Wisły, jednak tylko na odcinkach Puławy – Bochotnica oraz Kolczyn – Annopol położona jest w pobliżu rzeki.
Na skrzyżowaniu w Bochotnicy przy ulicy Nałęczowskiej droga wojewódzka nr 824 od strony Puław przechodzi na wprost jako droga z pierwszeństwem przejazdu w drogę wojewódzką nr 830 w kierunku Lublina. Dalsza część drogi wojewódzkiej nr 824 w kierunku Opola Lubelskiego odchodzi w kierunku południowym od tego skrzyżowania jako droga podporządkowana.
Do czasu oddania do użytku II etapu obwodnicy Puław w ciągu drogi ekspresowej S12 (2018 r.), przez fragment drogi wojewódzkiej nr 824 od Żyrzyna do Ronda Bitwy Warszawskiej w Puławach kierowany był tranzyt drogi krajowej nr 12 Lublin – Radom, tak aby wyeliminować go z centrum Puław. Z tego względu od czasu oddania do użytku w 2008 r. I etapu obwodnicy Puław, utrzymanie fragmentu drogi wojewódzkiej nr 824 Żyrzyn – Puławy podlegało pod GDDKiA Oddział Lublin.

## Zarządcy drogi
Zarządcą drogi jest Zarząd Dróg Wojewódzkich w Lublinie Rejon Dróg Wojewódzkich Puławy.

## Miejscowości leżące przy trasie DW824
- Żyrzyn (droga krajowa nr 17 oraz międzynarodowa E372)
- Osiny
- Wronów
- Puławy (droga ekspresowa S12, droga wojewódzka nr 874)
- Parchatka
- Bochotnica (droga wojewódzka nr 743, droga wojewódzka nr 830)
- Skowieszynek
- Uściąż
- Karczmiska Pierwsze
- Głusko Duże
- Wola Rudzka (droga wojewódzka nr 832)
- Opole Lubelskie
- Elżbieta (droga wojewódzka nr 747)
- Ożarów Pierwszy
- Wrzelowiec
- Kluczkowice
- Wólka Kolczyńska
- Kolczyn (droga wojewódzka nr 825)
- Józefów nad Wisłą
- Basonia
- Wałowice
- Wałowice-Kolonia
- Popów
- Bliskowice
- Świeciechów Duży
- Świeciechów Poduchowny
- Annopol (droga krajowa nr 74)